# Європейське Командування корпусу морської піхоти США
Командування Корпусу морської піхоти США у Європі та Африці (англ. United States Marine Corps Forces Europe and Africa, MARFOREUR/AF) — одне з командувань Корпусу морської піхоти США, компонент одночасно двох Об'єднаних Командувань Збройних сил США: Європейського та Африканського і складова частина морською піхотою Атлантичного флоту.
У лютому 1980 року комендант Корпусу морської піхоти і керівник військово-морськими операціями переглянули в меморандумі розподіл оперативних завдань між двома видами військ (сил). До цього часу морська піхота США відігравала допоміжну роль у складі Військово-морських сил США в Європі (NAVEUR). Коли ця угода набрала чинності 1 липня 1980 року, в Лондоні створили штаб Морських сил флоту США в Європі, попередник нинішнього підрозділу, з незалежним штабним елементом у складі 40 осіб як Командування цільового компонента, який мав діяти як орган військового управління для подальших формувань, що підпорядковуватимуться Європейському Командуванню у разі виникнення кризової ситуації. Цей штаб негайно розпочав розроблення оперативних планів для оптимального поповнення і розгортання до визначених штатів у разі потреби. Командування сил КМП у Європі організував морську підтримку операцій «Провайд Комфорт», «Провайд Проміс» і «Денай флайт». Щоб краще відповідати на виклики, що зростають, 8 листопада 1993 року штаб-квартиру перевели до Беблінгена поблизу Штутгарта. У лютому 1994 року штаб-квартиру перейменували на MARFOREUR.
З листопада 2008 року MARFOREUR має подвійне підпорядкування Силами морської піхоти в Африці як Сили морської піхоти в Європі та Африці.
Станом на 2022 рік Командування Корпусу морської піхоти США у Європі та Африці налічує понад 1500 морських піхотинців, з яких близько 100 служать у штаб-квартирі в Беблінгені.
Командування Корпусу морської піхоти США у Європі та Африці слугує штабом і центром організації зв'язку для ВМС США в зоні відповідальності EUCOM. За звичайних обставин морських піхотинців на театрі воєнних дій небагато — це, як правило, експедиційний підрозділ морської піхоти при 6-му флоті США й іноді інші невеликі підрозділи та загони. Проте штаб має можливість залучати сили II Експедиційного корпусу морської піхоти (II MEF), що базується в Кемп-Леджейн, Північна Кароліна. До складу цих сил входять 2-га дивізія морської піхоти, 2-ге авіаційне крило морської піхоти і 2-га група тилового забезпечення морської піхоти, раніше відома як 2-га група тилового забезпечення сил.